# 伊良部メジャーリーグ移籍騒動
伊良部メジャーリーグ移籍騒動（いらぶメジャーリーグいせきそうどう）とは、1996年オフに起こった当時千葉ロッテマリーンズに所属していた伊良部秀輝によるメジャーリーグへの移籍を巡る騒動。

## 概要
1996年、伊良部は2年連続の最優秀防御率と3年連続で二桁勝利を獲得し、日本を代表する投手として名声をあげていた。しかし、1996年は所属チームのロッテは5位と低迷。また、KOされた試合後に広岡達朗GMから受けた「打たれるのは闘争心が無いからだ」という一言も要因となって、広岡GMらロッテのフロントと確執を起こしてしまう。
そこで「私はメジャーに挑戦したいんです!」と後日表明し、この年のオフに伊良部は中学時代からの夢であったニューヨーク・ヤンキース入団を実現すべく、メジャーリーグ挑戦を決意し熱望する。しかし、伊良部にはFA権がなく、ロッテ球団が持つ保有権が障害となった。
シーズン終了後のファン感謝デーにおいて、ファンは「ニューヨークに行ってくれ伊良部秀輝」という横断幕を出すが、その真意は活躍を期待したものではなく、チームに迷惑かける輩は消えて欲しいとの想いであったと伝えられている。
伊良部のメジャー挑戦に対する熱意により、ロッテ球団はサンディエゴ・パドレスと交渉し、シェーン・デニス投手、ジェイソン・トンプソン外野手の両選手と伊良部の交換トレードをまとめる。これにより伊良部の保有権がパドレスに譲る。
しかし、伊良部はあくまでもニューヨーク・ヤンキースとの契約を熱望し、代理人の団野村を通してパドレスへの入団を拒否。日米球界を巻き込む騒動となる。
この事態を受けパドレスは、2選手プラス300万ドルの金銭を交換条件に伊良部の保有権をヤンキースにトレードすることに合意。パドレスは伊良部とホーマー・ブッシュ二塁手、ヤンキースはルーベン・リベラ外野手、ラファエル・メディーナ投手の2対2のトレードを成立させ、伊良部は三角トレードという形で念願のヤンキースに入団することとなった。
この騒動は他のMLB球団から機会均等を求める声が上がり、日本球界におけるポスティングシステムの確立に繋がった。
メジャーリーグでは、3球団間で選手の相互移動が行われる三角トレードは比較的ありふれたものであるが、日本球界における三角トレードは1996年時点で、1969年のプロ野球ドラフト会議における荒川尭（荒川事件）と1978年のプロ野球ドラフト会議における江川卓（江川事件）の2例しか前例が無かった。この2つの事件を契機に「三角トレードに新人選手を含むことの禁止」がNPB野球協約に明記されたことにより、以後三角トレード自体が事実上タブー視されていたことも一連のトレード劇が「移籍騒動」として認識されることに繋がった。

## 関連書籍
- 団野村『日出づる国の「奴隷野球」―憎まれた代理人・団野村の闘い』（文藝春秋）
- 康奉雄『伊良部秀輝 孤独のマウンド』（早稲田出版）